# エルペーノール
エルペーノール（古希: Ἐλπήνωρ, Elpēnōr）は、ギリシア神話の登場人物である。長母音を省略してエルペノルとも表記される。イタケーの王オデュッセウスの部下の1人。
特に戦場での活躍がない人物と語られているが、トロイア戦争を生き延びた。また魔女キルケーが住むアイアイエー島までたどり着いたオデュッセウスの部下の中で最年少と伝えられている。オデュッセウスはキルケーの館に1年の間留まったが、エルペーノールはその最後の日の夜に泥酔し、キルケーの館の屋根に登って眠った。翌朝、彼は冥府に赴く準備の慌ただしさで目が覚めて起き上がったが、自分が梯子で屋根の上に登ったことをすっかり忘れてしまったために、屋根から落下して首の骨を折って命を落とした。オデュッセウスはエルペーノールが死んだことに気づかないまま冥府に赴いたので、テーバイの予言者テイレシアースの霊を呼び出して予言を授かろうとしたとき、様々な死者の霊とともにエルペーノールの霊も現れたのを見て驚いた。エレペーノールは最初にオデュッセウスに話しかけ、アイアイエー島に戻ったら自分の遺体を埋葬し、自分が船を漕ぐのに用いた櫂を墓標として立ててくれるよう願った。テイレシアースから予言を授かって島に戻ったオデュッセウスは、エルペーノールが望んだ通りに埋葬してやった。アポロドーロスではエルペーノールはキルケーの館で落下して死に、冥府で姿を現したと簡潔に語られている。